# Christian Lell
Christian Lell (sinh ngày 29 tháng 8 năm 1984) là một cựu hậu vệ người Đức.

## Sự nghiệp câu lạc bộ
Lell là một sản phẩm của lò đào tạo trẻ Bayern München. Lell từng thi đấu cùng đội B của Bayern München ở giải Regionalliga Süd từ năm 2001 đến 2004. Anh có trận ra mắt ở Bundesliga gặp Hertha BSC Berlin vào ngày 4 tháng 10 năm 2003, và có ra lần nữa chơi cho Bayern ở Bundesliga mùa giải đó. Lell được đem cho 1. FC Köln mượn từ năm 2004 tới 2006 rồi trở lại chơi cho Bayern vào tháng 7 năm 2006.
Mùa giải 2007-08 có ý nghĩa lớn với Christian Lell. Bởi một chấn thương với đội phó Willy Sagnol, Ottmar Hitzfeld quyết định đưa Lell vào đội hình xuất phát ở vị trí hậu vệ phải. Ở mùa giải đó, Lell có 28 lần ra sân ở Bundesliga, ghi 1 bàn có 4 lần kiến tạo. Ở DFB-Pokal, anh chơi 8 trận, và ở Cúp UEFA, anh chơi 11 trận và ghi 1 bàn.
Anh ghi bàn đầu tiên ở Bundesliga vào ngày 6 tháng 4 năm 2008 vào lưới VfL Bochum.

## Thi đấu quốc tế
Christian Lell cùng đội U20 Đức tham dự giải Bóng đá Trẻ Vô địch Thế giới vào năm 2003.

## Danh hiệu
Ở câu lạc bộ
- Bundesliga: 2008, 2010
- German Cup: 2008, 2010
- DFB Liga-Pokal: 2007
- 2. Bundesliga: 2005